# Мур, Шелли
Шелли Мур (англ. Shelly Moore; род. 18 сентября, 1978 года) — американская модель и победительница конкурса красоты Юная мисс США 1997.

## Биография

### До участия в конкурсе красоты
Родилась и выросла в городе Джэксонвилл, штат Флорида. Затем, переехала в Кноксвиль. Окончила South-Doyle High School в Кноксвиле, в 1997 году и училась в Университете Теннесси. Отложила учёбу в связи с победой в конкурсе красоты.

### Конкурс красоты
В 1996 году, выиграла титул "Miss Northern Tennessee", до победы в другом конкурсе Юная мисс Теннесси. Представляла штат на национальном конкурсе красоты Юная мисс США прошедший на Южный остров Падре, штат Техас. Победила во всех трёх выходах: вечернее платье,  купальный костюм и интервью. Первая представительница штата, завоевавшая титул. призовой пакет составил свыше 150,000 американских долларов и призы.

### После конкурса красоты
В мае 1999 года, вышла замуж за футбольного игрока Уилла Бартоломью. На момент свадьбы, им было по двадцать лет. В браке родилось три ребёнка.